# Javashama
Javashama (Copsychus omissus) är en fågel i familjen flugsnappare inom ordningen tättingar.

## Utbredning och systematik
Javashaman delas in i två underarter med följande utbredning:
- Copsychus omissus javanus – centrala Java
- Copsychus omissus omissus – östra Java

Arten kategoriserades tidigare som del av vitgumpad shama men urkildes 2024 som egen art efter studier.

### Släktestillhörighet
Javashama och dess släktingar placeras traditionellt i släktet Copsychus. Flera genetiska studier visar dock att indisk shama (Saxicoloides fulicatus, tidigare kallad indisk näktergal) och roststjärtad shama (Trichixos pyrropygus) är inbäddade i släktet. De flesta taxonomiska auktoriteter inkluderar därför även dem i Copsychus. 

### Familjetillhörighet
Shamor med släktingar ansågs fram tills nyligen liksom bland andra stenskvättor, stentrastar och buskskvättor vara små trastar. DNA-studier visar dock att de är marklevande flugsnappare (Muscicapidae) och förs därför numera till den familjen.

## Status och hot
IUCN erkänner ännu inte kangeanshaman som egen art.